# 過酸
過酸（かさん、英: peroxy acid）は、オキソ酸のヒドロキシ基 (−OH) をヒドロペルオキシド基 (−O−OH) に置き換えた構造を持つ物質のことである。英語読みそのままでペルオキソ酸ともいう。金属粉など共雑物があると急速に分解し、場合によっては爆発するが、共雑物が少ない状態で過酸を内面が滑らかな容器で保存する場合は比較的安定である。あるいは塩として単離できるものもある。

## 主な過酸
| 過酸の名称                          | 分子式                           | 示性式                                                   | 過酸塩の名称                    |
| ----------------------------------- | -------------------------------- | -------------------------------------------------------- | ------------------------------- |
| 過硫酸 （ペルオキソ一硫酸）         | {\displaystyle {\ce {H2SO5}}}    | {\displaystyle {\ce {HO-SO2-O-O-H}}}                     | 過硫酸塩 （ペルオキソ一硫酸塩） |
| 過炭酸 （ペルオキソ一炭酸）         | {\displaystyle {\ce {H2CO4}}}    | {\displaystyle {\ce {HO-CO-O-O-H}}}                      | 過炭酸塩 （ペルオキソ一炭酸塩） |
| 過リン酸 （ペルオキソ一リン酸）     | {\displaystyle {\ce {H3PO5}}}    | {\displaystyle {\ce {(HO)2-PO-O-O-H}}}                   | 過リン酸塩                      |
| 次過塩素酸 （ペルオキソ一過塩素酸） | {\displaystyle {\ce {HClO5}}}    | {\displaystyle {\ce {H-O-O-Cl(=O)3}}}                    | 次過塩素酸塩                    |
| 過酢酸                              | {\displaystyle {\ce {C2H4O3}}}   | {\displaystyle {\ce {CH3-C(=O)-O-O-H}}}                  | 過酢酸塩                        |
| 過安息香酸                          | {\displaystyle {\ce {C7H6O3}}}   | {\displaystyle {\ce {C6H5-C(=O)-O-O-H}}}                 | 過安息香酸塩                    |
| メタクロロ過安息香酸                | {\displaystyle {\ce {C7H5ClO3}}} | {\displaystyle {\ce {{\mathit {m}}-ClC6H4-C(=O)-O-O-H}}} |                                 |

表中、過酢酸や過安息香酸など、カルボン酸から誘導される過酸を過カルボン酸と呼ぶ。
過マンガン酸 HMnO4 や過塩素酸 HClO4 などは −O−O−H 基を有しないから過酸には該当しない。
また過炭酸ナトリウムなど、通称は過酸の塩のようであるにもかかわらず、実際の構造は過酸の塩ではないものもある。

## 性質・用途
過酢酸は加熱滅菌が不可能な医療用器具や飲料用ペットボトルなどの殺菌剤として使用されている。酸素系の漂白剤として使用されている過炭酸ナトリウムは上述したように過炭酸のナトリウム塩ではない。
有機合成では実験室的にはメタクロロ過安息香酸（m-chloroperbenzoic acid、mCPBAと略される）、工業的には過酢酸が二重結合のエポキシ化やバイヤー・ビリガー反応などの酸化反応によく用いられる。